# Vought XSB3U
Le Vought XSB3U était un bombardier-éclaireur (en) biplan américain développé par le constructeur texan Chance Vought pour l'US Navy pendant les années 1930.
Conçu comme une alternative au monoplan SB2U Vindicator du même constructeur, l'avion ne se montra pas satisfaisant aux yeux de la Navy en comparaison avec celui-ci, et son développement ne fut pas poursuivi.

## Conception et développement
À la fin de l'année 1934, le Bureau of Aeronautics (BuAer) de l'US Navy publia une spécification pour la conception de nouveaux « scout bombers » (SB, pour « bombardier-éclaireur » en français) et bombardiers-torpilleurs. Huit compagnies proposèrent un total de dix projets en réponse à ces besoins, répartis équitablement entre des monoplans et des biplans,.
Fait assez représentatif de la réticence du Bureau of Aeronautics à totalement se lancer dans l'aventure des avions embarqués monoplans, le XSB3U-1 fut présenté comme une alternative alors plus conventionnelle au XSB2U-1 (le prototype du Vought SB2U Vindicator, également présenté comme candidat à la compétition), qui avait été conçu comme un monoplan plus moderne. Le XSB3U fut construit en modifiant assez lourdement le dernier exemplaire de production du SBU Corsair, utilisant essentiellement la même cellule, comportant un cockpit complètement fermé et un moteur en étoile Pratt & Whitney R-1535, mais en lui greffant une surface et des carénages plus effilés. De plus, le XSB3U disposait d'un train d'atterrissage complètement rétractable.

## Histoire opérationnelle
Le XSB3U-1 fut livré à la base aéronavale Anacostia (NAS Anacostia) pour évaluation par l'US Navy en avril 1936, en même temps que le compétiteur principal du constructeur, le XSB2U-1. Les tests comparatifs des deux avions en 1936 démontrèrent rapidement la totale supériorité de la configuration monoplan sur la configuration biplan. Sur la même puissance, le XSB2U-1 fut plus rapide de 24 km/h, malgré le fait qu'il était plus gros et plus lourd que le biplan. Toutefois, la Navy fut impressionnée par la méthode de rentrée du train d'atterrissage du XSB3U-1, qui produisait une surface bien plus lisse et aérodynamique après rétraction que la plupart des autres méthodes utilisées à cette période.
À la fin de la période d'évaluation, le XSB3U fut toutefois retenu par la Navy et utilisé à des fins de liaison et d'expérimentations. Il fut également utilisé par le NACA à Langley Field pour des tests de charges sur la section de queue, dès août 1938 et jusqu'en janvier 1939, quand l'avion fut retourné à la Navy, étant mis à la retraite peu de temps après,,.

## Utilisateurs
- États-Unis :
  - United States Navy
  - NACA